# Килмакод
Килмакод (англ. Kilmacud; ирл. Cill Mochuda, «церковь сына Ода») — пригород в Ирландии, находится в графстве Дун-Лэаре-Ратдаун (провинция Ленстер).